# 李安东 (上将)
李安东（1946年7月—），汉族，陕西省西安市人。毕业于哈尔滨军事工程学院航空系，大学学历，中国人民解放军高级将领，曾任中国人民解放军总装备部科学技术委员会主任兼总装备部副部长，陆军上将军衔。

## 简历
- 1965年8月参加中国人民解放军。
- 1965年8月至1970年8月哈尔滨军事工程学院航空系学员
- 1970年8月至1977年9月空军航空兵师机械师、参谋
- 1977年9月至1983年1月空军司令部科研部装备发展规划办公室参谋、科长
- 1983年1月至1985年6月空军司令部科研部装备发展处处长
- 1985年6月至1987年2月解放军总参谋部陆航办工作
- 1987年2月至1988年3月解放军总参谋部装备部航空专用装备处副处长
- 1988年3月至1992年12月解放军总参谋部装备部综合计划处副处长、处长
- 1992年12月至1993年2月解放军总参谋部装备部综合计划局局长
- 1993年2月至1998年8月解放军总参谋部装备部副部长、部长（期间：1996年3月至1997年1月在国防大学基本系学习）
- 1998年8月至2000年12月解放军总装备部部长助理兼总装备部综合计划部部长（1999年12月免兼职）、总装备部党委委员
- 2000年12月起任解放军总装备部副部长、总装备部党委委员
- 1995年7月晋升为少将军衔，2002年7月晋升为中将军衔，2010年7月晋升为上将军衔。2014年到龄退役。
- 中共第十六届中央委员。中国共产党第十七届中央委员会候补委员。

## 荣誉

### 外国勋章奖章
- 三等博格丹·赫梅尔尼茨基勋章（乌克兰，2010年8月31日公布[1]）